# Scandinavian hydrogen highway partnership
Le Scandinavian hydrogen highway partnership est une collaboration lancée en juin 2006 pour connecter les autoroutes à hydrogène hydrogen link network (Danemark), Hyfuture (Suède)  et HyNor (Norvège).
Plusieurs stations de ravitaillement en hydrogène sont prévues le long du tracé.

## Sources et références
1. ↑  Vatgas